# Wapen van Brigdamme

Wapen van Brigdamme

Het wapen van Brigdamme werd op 31 juli 1817 bevestigd door de Hoge Raad van Adel voor de inmiddels in 1816 opgeheven Zeeuwse gemeente Brigdamme. Brigdamme was toen opgegaan in de gemeente Sint Laurens. Na opheffing van die laatste gemeente in 1966 maakt Brigdamme nu deel uit van gemeente Middelburg. 

## Blazoenering
De blazoenering van het wapen luidde als volgt:
In sabel een dwarsbalk van zilver beladen met 5 punten van keel. Het schild gedekt met een gouden kroon van 5 bladeren.
De heraldische kleuren zijn sabel (zwart), zilver (wit), keel (rood) en goud (goud of geel). In het register van de Hoge Raad van Adel zelf wordt geen beschrijving gegeven, maar een afbeelding. Het schild is gedekt met een markiezenkroon.

## Verklaring
Het gemeentewapen vormde eerst het heerlijkheidswapen van de heerlijkheid Brigdamme. Het werd al genoemd in de Nieuwe Cronijk van Zeeland van Smallegange eind 17e eeuw. Het is identiek aan het wapen van de eerste Heer van Brigdamme. Het geslacht Van Brigdamme is een jongere tak van het geslacht Van Borssele. Ter onderscheiding van dit geslacht plaatste Van Brigdamme de rode tanden in de dwarsbalk. Overigens wordt een andere variant van het familiewapen genoemd, waarbij in plaats van de rode tanden een gouden lelie in de linkerbovenhoek is geplaatst.

## Verwante wapens

Familiewapen van het geslacht Van Borssele

Aagtekerke
· Aardenburg
· Arnemuiden
· Axel
· Baarland
· Bath
· Biervliet
· Biggekerke
· Bloois
· Bommenede
· Borssele
· Boschkapelle
· Botland
· Breskens
· Brigdamme
· Brijdorpe
· Brouwershaven
· Bruinisse
· Burgh
· Buttinge
· Cadzand
· Clinge
· Colijnsplaat
· Domburg
· Dreischor
· Driewegen
· Duiveland
· Duivendijke
· Elkerzee
· Ellemeet
· Ellewoutsdijk
· Eversdijk
· Gapinge
· Graauw en Langendam
· 's-Gravenpolder
· Grijpskerke
· Groede
· Haamstede
· 's-Heer Abtskerke
· 's-Heer Arendskerke
· 's-Heer Hendrikskinderen
· 's-Heerenhoek
· Heille
· Heinkenszand
· Hengstdijk
· Hoedekenskerke
· Hoek
· Hontenisse
· Hoofdplaat
· Hoogelande
· IJzendijke
· Kapelle
· Kats
· Kattendijke
· Kerkwerve
· Klaaskinderkerke
· Kleverskerke
· Kloetinge
· Koewacht
· Kortgene
· Koudekerke
· Krabbendijke
· Kruiningen
· Looperskapelle
· Maire
· Mariekerke
· Meliskerke
· Middenschouwen
· Nieuw- en Sint Joosland
· Nieuwerkerk
· Nieuwerkerke
· Nieuwlande
· Nieuwvliet
· Nisse
· Noordgouwe
· Noordwelle
· Oostburg
· Oosterland
· Oostkapelle
· Oost-Souburg
· Oost- en West-Souburg
· Ossenisse
· Oud-Vossemeer
· Oudelande
· Ouwerkerk
· Overslag
· Ovezande
· Philippine
· Poortvliet
· Renesse
· Rengerskerke en Zuidland
· Retranchement
· Rilland
· Rilland-Bath
· Ritthem
· Sas van Gent
· Scherpenisse
· Schoondijke
· Schore
· Serooskerke (Schouwen-Duiveland)
· Serooskerke (Veere)
· Sinoutskerke en Baarsdorp
· Sint Anna ter Muiden
· Sint-Annaland
· Sint Jansteen
· Sint Kruis
· Sint Laurens
· Sint-Maartensdijk
· Sint Philipsland
· Sirjansland
· Sluis
· Sluis-Aardenburg
· Stavenisse
· Stoppeldijk
· Valkenisse (Walcheren)
· Valkenisse (Zuid-Beveland)
· Vogelwaarde
· Vrouwenpolder
· Waarde
· Waterlandkerkje
· Wemeldinge
· West-Souburg
· Westdorpe
· Westenschouwen
· Westerschouwen
· Westkapelle
· Westkapelle-Buiten en Sirpoppekerke
· Westkerke
· Wissekerke
· Wissenkerke
· Wolphaartsdijk
· Yerseke
· Zaamslag
· Zierikzee
· Zonnemaire
· Zoutelande
· Zuiddorpe
· Zuidzande
· Zwake

Dorpswapens: Geersdijk
· Hansweert
· Kamperland